# Château Mouton Rothschild

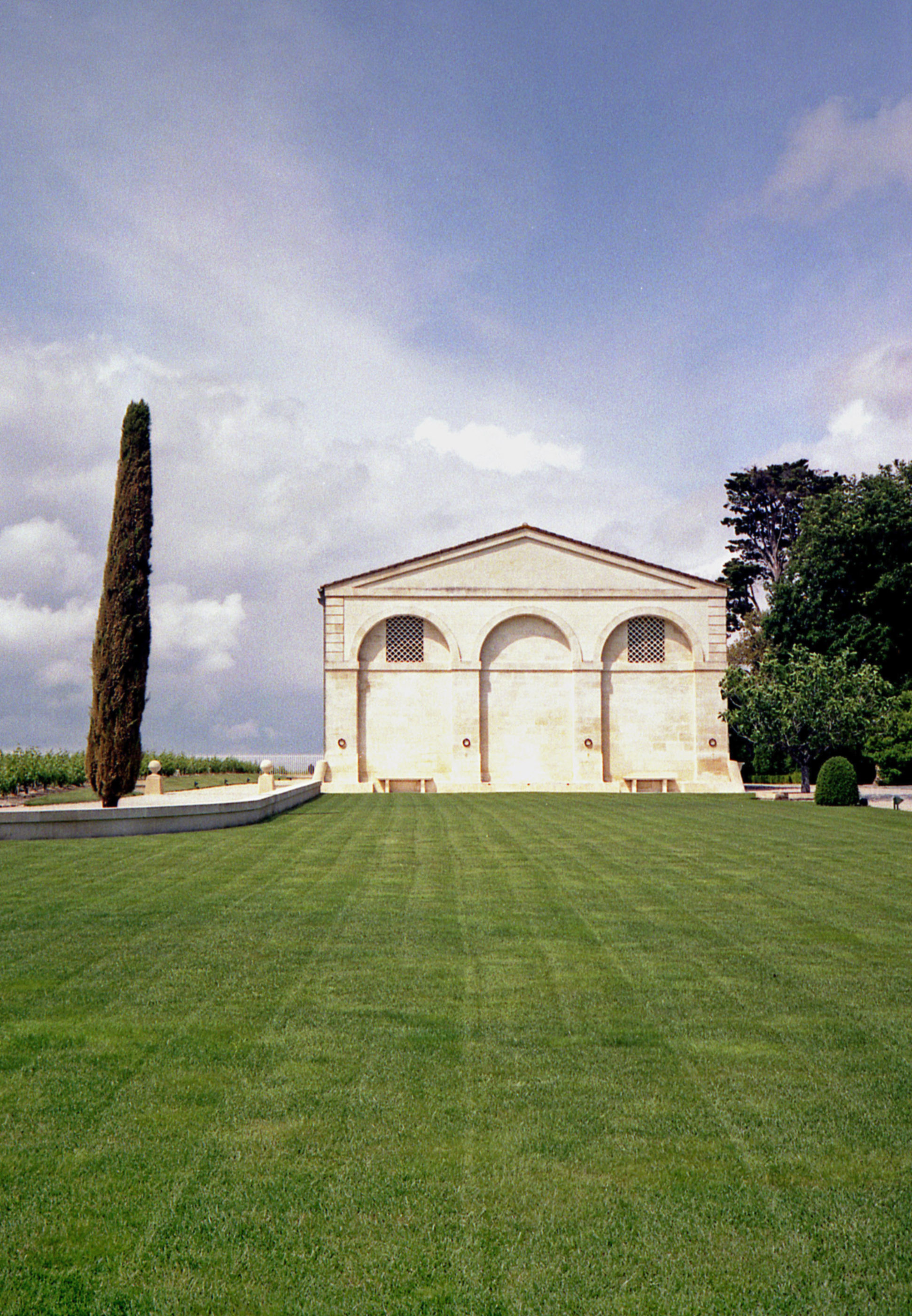
Château Mouton Rothschild

Château Mouton Rothschild (ibland omnämnt som Château Mounton Rotschild) är en berömd vinproducent från kommunen Pauillac i Médoc i Bordeaux (Frankrike). Gården tillhör numera den högsta klassen 1er cru classé enligt 1855 års franska vinklassificering och är ett av världens mest eftertraktade viner. Gården upphöjdes till den högsta klassen 1973 efter att dess dåvarande ägare Baron Philippe de Rothschild fört en lång kamp för att så skulle ske. Detta är den enda ändringen som skett av den historiska klassificeringen fram till dagens datum.
Vingårdens odlingar omfattar 77 % Cabernet Sauvignon, 11 % Merlot, 10 % Cabernet Franc, och 2 % Petit Verdot.
Gården producerar 3 viner:
- Château Mouton Rothschild, Grand vin - flaggskeppet.
- Le Petit Mouton, andravinet introducerades 1993
- Aile d'Argent, vitt vin

Château Mouton Rothschild har ett samriskbolag med Robert Mondavi i Napa Valley som heter Opus One.

## Etiketterna
Från 1946 har vinets etiketter formgivits av en rad berömda konstnärer och personligheter. Några exempel är Salvador Dalí, Joan Miró, prins Charles, Pablo Picasso och Lucian Freud. 

## Galleri
Nedan visas några exempel på etiketter från olika årgångar.

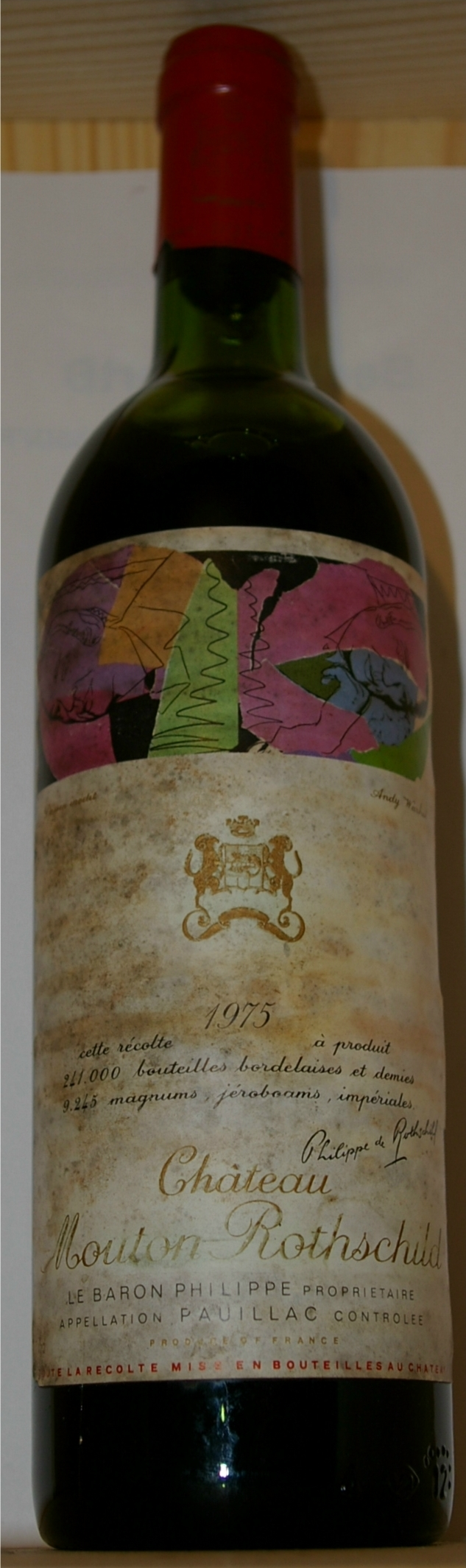
Mouton 1975
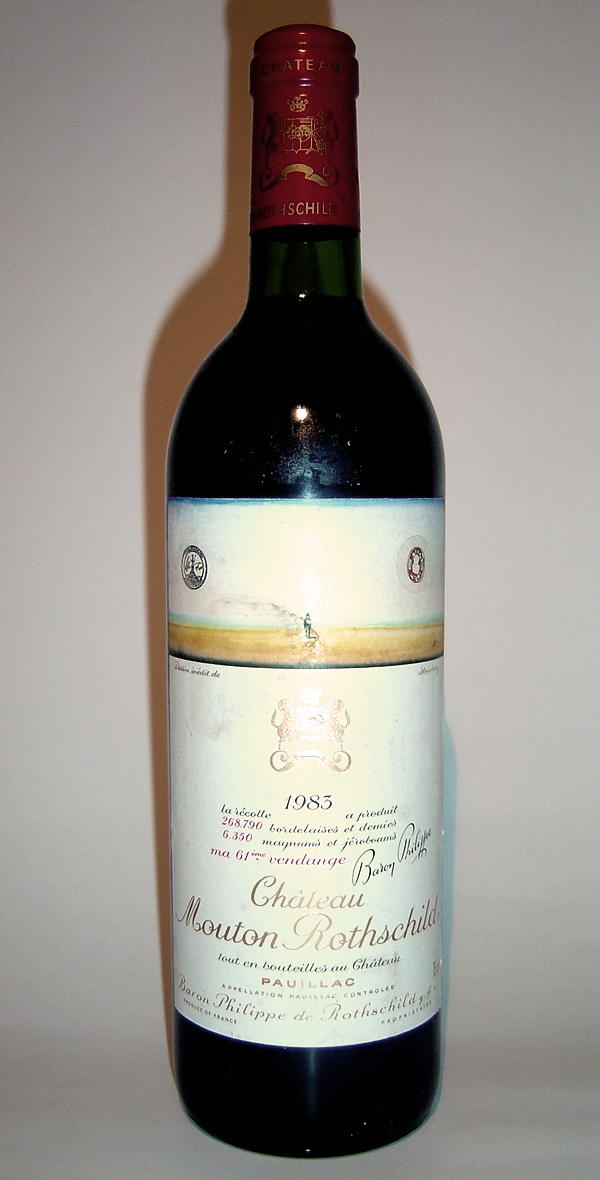
Mouton 1983
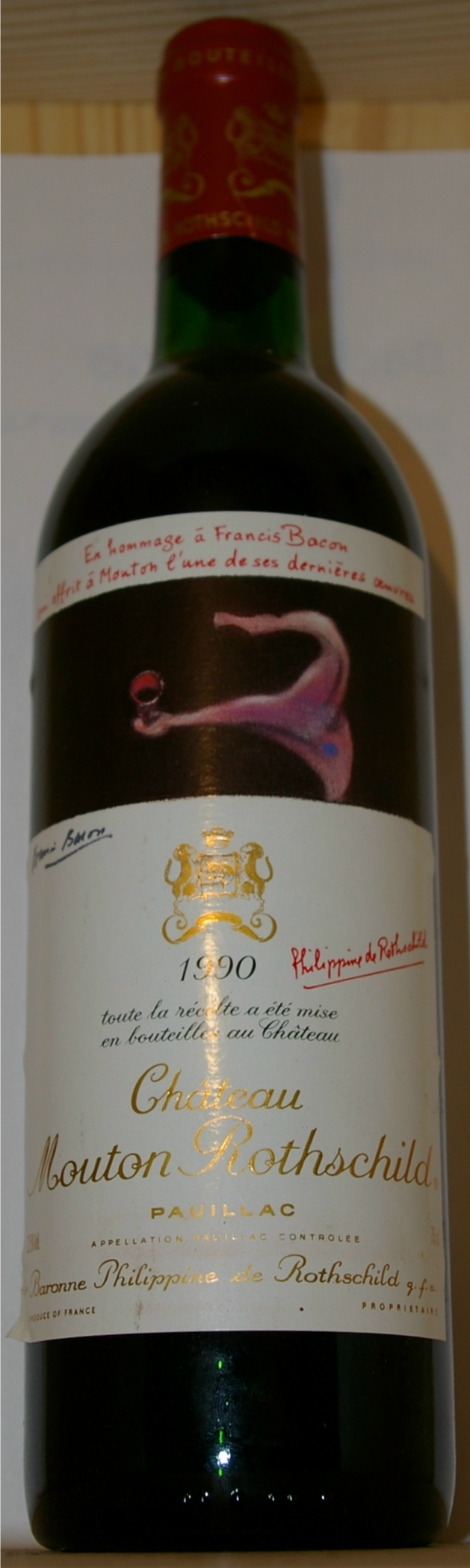
Mouton 1990
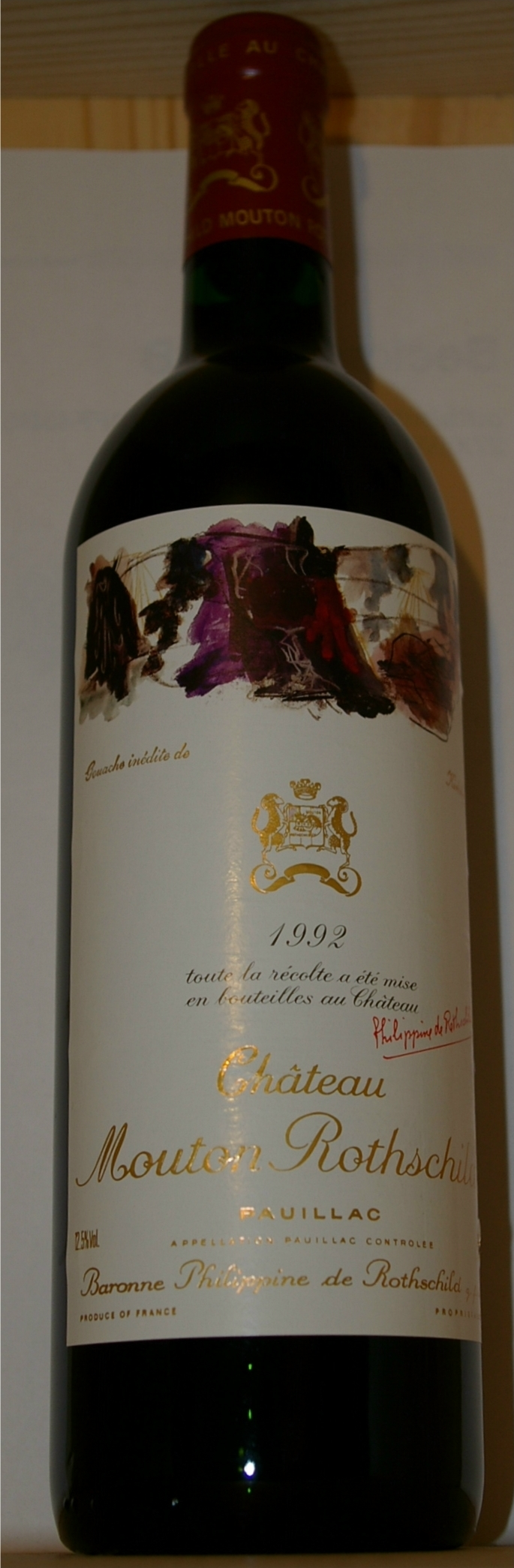
Mouton 1992
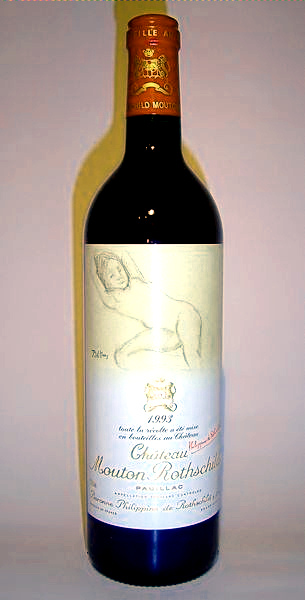
Mouton 1993
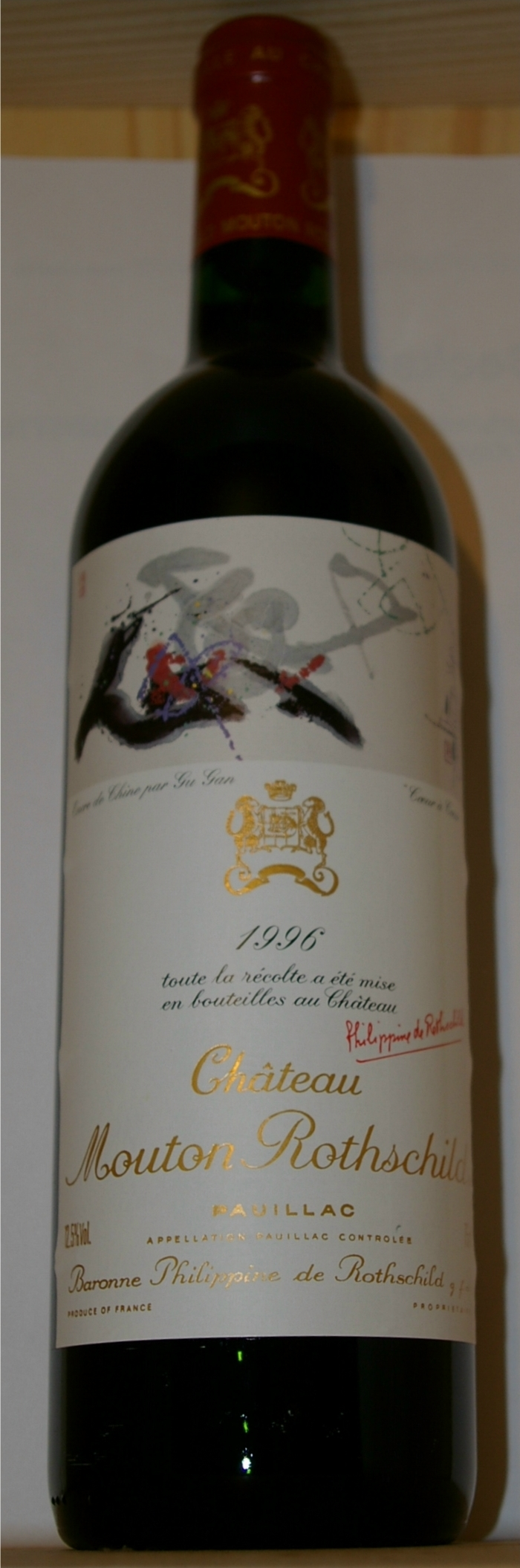
Mouton 1996